# Alessandro Renica
Alessandro Renica (Anneville-sur-Mer, Baja Normandía, Francia, 15 de septiembre de 1962) es un exfutbolista y entrenador italiano. Jugó de defensa.

## Trayectoria
Nacido en Francia de padres italianos, a los 3 años de edad se trasladó a la ciudad de origen de su padre, Verona.
Se formó en las categorías inferiores del Vicenza, debutando en Serie B con el primer equipo en 1980.
En la temporada 1982/83 fue adquirido por la Sampdoria del presidente Mantovani. Con el club genovés, recién ascendido a la Serie A, el 15 de enero de 1983 anotó su primer gol como profesional (por ironía de la suerte, contra el equipo de su ciudad, el Hellas Verona). La temporada siguiente se ganó el puesto de titular. Sin embargo, en 1984/85, el nuevo técnico Bersellini prefirió a Luca Pellegrini como líbero antes que a él: Renica fue utilizado como lateral, por lo que decidió mudarse a otro equipo.
En 1985/86 fue contratado por el Napoli, donde enseguida empezó como titular. En la temporada del primer Scudetto (1986/87), fue uno de los más presentes, con 29 presencias y 1 gol -a la Juventus en el Estadio San Paolo de Nápoles-. Con la camiseta azzurra del Napoli ganó la Copa de la UEFA en 1989, firmando el gol de la victoria en los cuartos de final también frente a la Juventus, poco antes del fin del segundo tiempo suplementario. En la temporada del segundo Scudetto del Napoli (1989/90), Renica se lesionó gravemente y no logró disputar muchos partidos.
En 1991/92 regresó a su ciudad, fichando por el Hellas Verona, donde concluyó su carrera en 1993.
Disputó 67 partidos con la Selección Italiana.
Actualmente es el entrenador del Chioggia Sottomarina.

## Selección nacional
Ha sido internacional con la sub-21 de la selección italiana, disputando 8 partidos.

## Clubes
| Club             | País   | Año         |
| ---------------- | ------ | ----------- |
| LR Vicenza       | Italia | 1979 - 1982 |
| UC Sampdoria     | Italia | 1982 - 1985 |
| SSC Napoli       | Italia | 1985 - 1991 |
| Hellas Verona FC | Italia | 1991 - 1993 |

## Palmarés

### Campeonatos nacionales
| Título                    | Club         | País   | Año         |
| ------------------------- | ------------ | ------ | ----------- |
| Copa de Italia de Serie C | LR Vicenza   | Italia | 1981 - 1982 |
| Copa de Italia            | UC Sampdoria | Italia | 1984 - 1985 |
| Serie A                   | SSC Napoli   | Italia | 1986 - 1987 |
| Copa de Italia            | SSC Napoli   | Italia | 1986 - 1987 |
| Serie A                   | SSC Napoli   | Italia | 1989 - 1990 |
| Supercopa de Italia       | SSC Napoli   | Italia | 1990        |

### Copas internacionales
| Título          | Club       | País   | Año         |
| --------------- | ---------- | ------ | ----------- |
| Copa de la UEFA | SSC Napoli | Italia | 1988 - 1989 |